# Darryl Watkins
Darryl Finesse Watkins (Paterson, Nueva Jersey, 8 de noviembre de 1984) es un jugador de baloncesto estadounidense que pertenece a la plantilla del ASVEL Lyon-Villeurbanne de la liga francesa. Mide 2,11 metros, y juega en la posición de pívot.

## Trayectoria deportiva

### Universidad
Jugó durante 4 temporadas con los Orangemen de la Universidad de Syracuse, donde promedió en total  6,0 puntos, 5,8 rebotes y 2,5 tapones por partido. Acabó como el quinto mejor taponador de la historia de Syracuse, con 263.

### Profesional
Tras no ser elegido en el Draft de la NBA de 2007, el 29 de junio firmó un contrato como agente libre con los Sacramento Kings por una temporada, a cambio de 450.000 dólares. En su debut como profesional, ante New Orleans Hornets, jugó 10 minutos, anotando 2 puntos y capturando 4 rebotes.
En septiembre de 2008 firmó un contrato por dos temporadas con los San Antonio Spurs.
Luego de tres temporadas en el ASVEL Lyon-Villeurbanne de la Ligue Nationale de Basket-ball de Francia, dejó el equipo para fichar con los CLS Knights Indonesia.
Tras su experiencia en el Sudeste Asiático, el pívot actuó en la Liga Nacional de Baloncesto Profesional de México como parte de los Plateros de Fresnillo. Watkins jugó luego en la ronda inicial de la temporada 2019-20 de la Basketball Champions League Americas como refuerzo del club uruguayo Aguada.